# Mendoza nobilis
Mendoza nobilis – gatunek pająka z rodziny skakunowatych.
Gatunek ten został opisany w 1861 roku przez Adolpha Eduarda Grube'a jako Attus nobilis. W 1999 roku umieszczony został przez Dimitrija Łogunowa w rodzaju Mendoza.
Samce tego pająka osiągają 3,13 mm długości i od 2,2 mm szerokości prosomy oraz od 3,9 mm długości i 1,8 mm szerokości opistosomy. U samic wymiary prosomy to 3,03 mm długości i 2,03 mm szerokości, a opistosomy 5,25 mm długości i 2,25 mm szerokości. Samiec ma ciało ciemnobrązowe z czarną okolicą oczu, kropkami białych włosków na karapaksie i wierzchu opsitosomy, dwoma jasnymi liniami podłużnymi na spodzie opistosomy, żółtawymi stopami pierwszej pary nóg i żółtymi pozostałymi parami. Apofizy goleniowe na nogogłaszczkach bez ząbków, czym różni się samiec od M. pulchra. Samice mają brązowy karapaks z czarną okolicą oczu i pomarańczowymi brzegami, żółte szczęki i kądziołki przędne, brązowe szczękoczułki i wargę dolną, żółtawobrązowe sternum oraz żółtawą opsitosomę z dwoma ciemnymi, szerokimi przepaskami podłużnymi na wierzchu i trzema cienkimi liniami barwy brązowej na spodzie. Rzeoki, golenie i przedstopia pierwszej pary nóg są u samic brązowawe, reszta odnóży żółta. W tylnej części ich płytki płciowej znajduje się małe wgłębienie, podzielone częściowo środkową listewką.
Gatunek wschodniopalearktyczny, znany z Rosji, Chin i Korei.